# Dongno-myeon
Dongno-myeon (koreanska: 동로면)  är en socken i kommunen Mungyeong i provinsen Norra Gyeongsang i den centrala delen av
Sydkorea, 150 km sydost om huvudstaden Seoul.